# Aphengium ibateguara
Aphengium ibateguara – gatunek chrząszcza z rodziny poświętnikowatych i podrodziny Scarabaeinae.

## Taksonomia
Gatunek ten opisany został po raz pierwszy w 2015 roku przez Fernanda A.B. Silvę i Fernanda Z. Vaz-de-Mello na łamach „Zootaxa”. Jako lokalizację typową wskazano Ibateguarę w brazylijskim stanie Alagoas. Epitet gatunkowy pochodzi od tejże lokalizacji.

## Morfologia
Chrząszcz o ciele długości od 7 do 8 mm. Głowa jest z wierzchu gęsto pokryta stykającymi się, głębokimi i często okrągławymi punktami dołkowatymi, u samic zwykle mniejszymi i rzadszymi niż u samców. Nadustek ma pomarszczone okolice ząbków. Przedplecze ma kąty przednie proste, kąty boczne większe niż 90°, krawędzie między kątami bocznymi a tylnymi proste, a powierzchnię pozbawioną błyszczącej nabrzmiałości na przedzie, pokrytą porośniętymi szczecinkami, niestykającymi się punktami dołkowatymi, większymi po jego bokach i w tyle. Podługowato-owalne, lekko wysklepione pokrywy gęsto porośnięte są wyraźnymi szczecinkami oraz pokryte dołkowatymi punktami na dysku oddalonymi od siebie na co najmniej dwie średnice. Genitalia samca mają krótsze niż połowa długości fallobazy, gwałtownie w wierzchołkowej ⅓ zwężone i na szczycie zaokrąglone paramery.

## Ekologia i występowanie
Owad ten zasiedla lasy deszczowe formacji Mata Atlântica. Postacie dorosłe żerują na odchodach ssaków i padlinie.
Gatunek neotropikalny, endemiczny dla Brazylii, znany tylko ze stanu Alagoas.